# Distretto di Checacupe
Il distretto di Checacupe è uno degli otto distretti della provincia di Canchis, in Perù. Si trova nella regione di Cusco.